# Philippe Tran Van Hoai
 (août 2010).
Si vous disposez d'ouvrages ou d'articles de référence ou si vous connaissez des sites web de qualité traitant du thème abordé ici, merci de compléter l'article en donnant les références utiles à sa vérifiabilité et en les liant à la section « Notes et références ».
Pour les articles homonymes, voir Tran (homonyme).
Philippe Tran Van Hoai (né le 22 mars 1929 et mort le 2 février 2010) est un prêtre catholique séculier vietnamien. Il a reçu le titre de prélat de Sa Sainteté en 1988, avec le prédicat de Mgr. 

## Biographie
Dans les années 1980, en plein période de persécution de l'Église catholique au Viêt Nam, l'abbé Philippe Tran Van Hoai a été mandaté par le Saint-Siège, pour exercer la responsabilité pastorale de la diaspora vietnamienne catholique. Il a organisé une collecte en faveur de la liberté de culte, une journée de prière pour la paix au Viêt Nam au Vatican avec le pape Jean-Paul II et les chefs des principales religions du Viêt Nam. 
Il a également écrit la préface de la première édition de La Route de l'Espoir, livre qui rassemble les textes du cardinal François-Xavier Nguyen Van Thuan au cours de son emprisonnement de treize ans par la République socialiste du Viêt Nam. 
Il a fêté ses cinquante ans de sacerdoce, avec la publication en 2009 de son livre, La Destinée humaine de Jésus-Christ, qu'il a dédié aux « fidèles de toutes les religions. »